# Gloeohypochnicium
Gloeohypochnicium — рід грибів. Назва вперше опублікована 1987 року.

## Поширення та середовище існування
В Україні зустрічається Gloeohypochnicium analogum (Bourdot et Galzin) Hjortstam, що розвивається на деревині листяних порід.. Вид є типовим і дотепер єдиним представником роду Gloeohypochnicium (Parmasto) Hjortstam.